# Cultura (seria wydawnicza)
Cultura - książkowa seria wydawnicza Wydawnictwa Uniwersytetu Jagiellońskiego.
W ramach tej interdyscyplinarnej serii, od 2003 roku ukazują się przekłady zarówno klasycznych, jak i najnowszych prac z zakresu antropologii kulturowej, etnologii i studiów kulturowych oraz innych dyscyplin humanistyki i nauk społecznych zainteresowanych kulturą jako atrybutem, sposobem życia i sferą twórczości człowieka. 
W skład Rady Programowej serii wchodzą Czesław Robotycki, Michał Buchowski, Janusz Barański i Marcin Brocki.

## Tomy wydane
- Antropologia. Praktykowanie teorii w kulturze i społeczeństwie (Michael Herzfeld 2004)
- Antropologia. Jedna dyscyplina, cztery tradycje: brytyjska, niemiecka, francuska i amerykańska (Fredrik Barth i inni, przedm. Chris Hann 2007)
- Antropologia religii (Fiona Bowie 2008)
- Antropologia społeczna (Chris Hann 2008)
- Apoteoza kapitana Cooka. Europejskie mitotwórstwo w rejonie Pacyfiku (Gananath Obeyesekere 2007)
- Droga do antropologii. Między doświadczeniem a teorią (Kirsten Hastrup 2008)
- Europa i ludy bez historii (Eric Robert Wolf 2009).
- Globalizacja. Eseje o nowej mobilności ludzi i pieniędzy (Saskia Sassem 2007)
- Granice tożsamości, narodu, państwa (Hastings Donnan 2007)
- Gry społeczne, pola i metafory. Symboliczne działanie w społeczeństwie (Victor Turner 2005)
- Interpretacja kultur. Wybrane eseje (Clifford Geertz, 2005)
- Jak myślą "tubylcy". O kapitanie Cooku, na przykład (Marshall David Sahlins  2007)
- Komunikacja rytualna. Od rozmowy codziennej do ceremonii medialnej (Eric Rothenbuhler 2003)
- Konsumowanie życia (Zygmunt Bauman 2009)
- Kultura. Model antropologiczny (Adam Kuper 2005)
- Kultura materialna w rzeczywistości społecznej. Wartości, działania, style życia (Tim Dant 2007)
- Kultura i imperializm (Edward Said 2009)
- Magia, nauka, religia a zakres racjonalności (Stanley Jeyaraja Tambiah 2007)
- Negar. Państwo-teatr na Bali w XIX wieku (Clifford Geertz 2006)
- Odkrywanie miasta. Antropologia obszarów miejskich (Hannerz Ulf 2006)
- Potęga wizerunków. Studia z historii i teorii oddziaływania (David Freedberg 2005)
- Powiązania transnarodowe. Kultura, ludzie, miejsca (Ulf Hannerz 2006)
- Studia kulturowe. Teoria i praktyka (Chris Barker 2005)
- Studia kulturowe i badania kultury popularnej. Teorie i metody (John Storey 2003)
- Symbole naturalne. Rozważania o kosmologii. Z nowym wprowadzeniem (Mary Douglas 2004)
- System mody (Roland Barthes 2005)
- Tożsamość narodowa, kultura popularna i życie codzienne (Tim Edensor 2004)
- Tradycja wynaleziona (red. Eric Hobsbawm i Terence Ranger 2008)
- Wewnątrz subkultury. Ponowoczesne znaczenie stylu (David Muggleton 2004)
- Wiedza lokalna. Dalsze eseje z zakresu antropologii interpretatywnej (Clifford Geertz, 2005)
- Wynaleźć codzienność. Sztuki działania (Michel de Certeau 2008)
- Wyobraźnia etnograficzna (Paul E. Willis 2005)
- Wyspy historii (Marshall David Sahlins 2006)
- Zażyłość kulturowa. Poetyka społeczna w państwie narodowym (Michael Herzfeld 2007)
- Zmysł praktyczny (Pierre Bourdieu 2008)